# Colligis-Crandelain
Colligis-Crandelain ist eine französische Gemeinde mit 212 Einwohnern (Stand: 1. Januar 2022) im Département Aisne in der Région Hauts-de-France (bis 2016: Picardie). Sie gehört zum Arrondissement Laon, zum Kanton Laon-2 und zum Gemeindeverband Laonnois.

## Geografie
Die Gemeinde Colligis-Crandelain liegt an der Ailette im 'Höhenzug Chemin des Dames, elf Kilometer südlich von Laon. Nachbargemeinden von Colligis-Crandelain sind Monthenault im Nordosten, Pancy-Courtecon im Osten, Braye-en-Laonnois im Süden, Chevregny im Südwesten, Trucy im Westen sowie Lierval im Nordwesten.

## Geschichte
1923 wurden die beiden Gemeinden Colligis und Crandelain-et-Marval zur heutigen Gemeinde Colligis-Crandelain vereinigt.

### Bevölkerungsentwicklung
| Jahr                       | 1962 | 1968 | 1975 | 1982 | 1990 | 1999 | 2010 | 2021 |
| Einwohner                  | 155  | 133  | 144  | 145  | 152  | 145  | 181  | 213  |
| Quellen: Cassini und INSEE |      |      |      |      |      |      |      |      |

## Sehenswürdigkeiten
- Kirche Saint-Martin
- Kirche Saint-Nicolas, Monument historique seit 1920

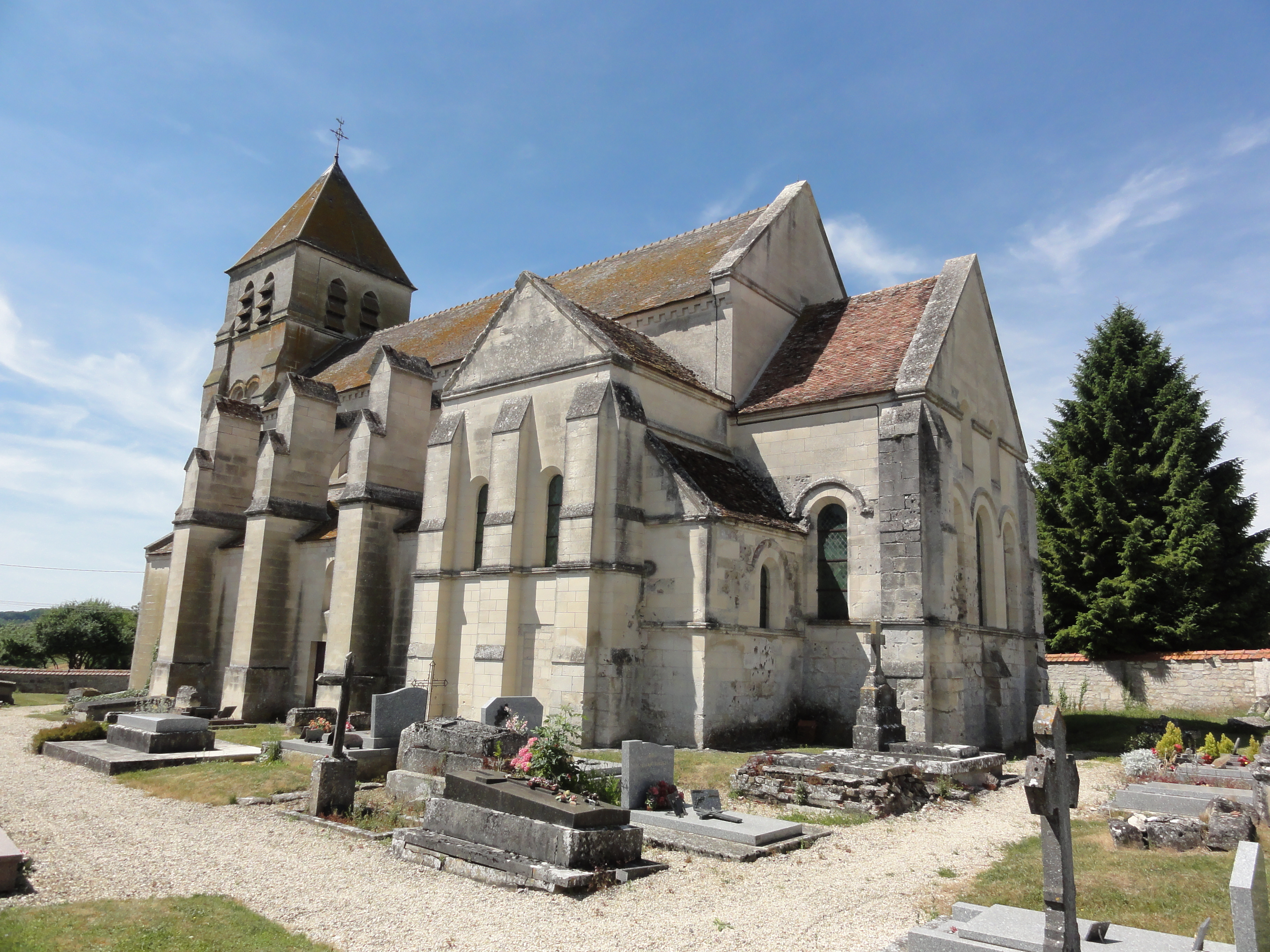
Kirche Saint-Martin in Crandelain
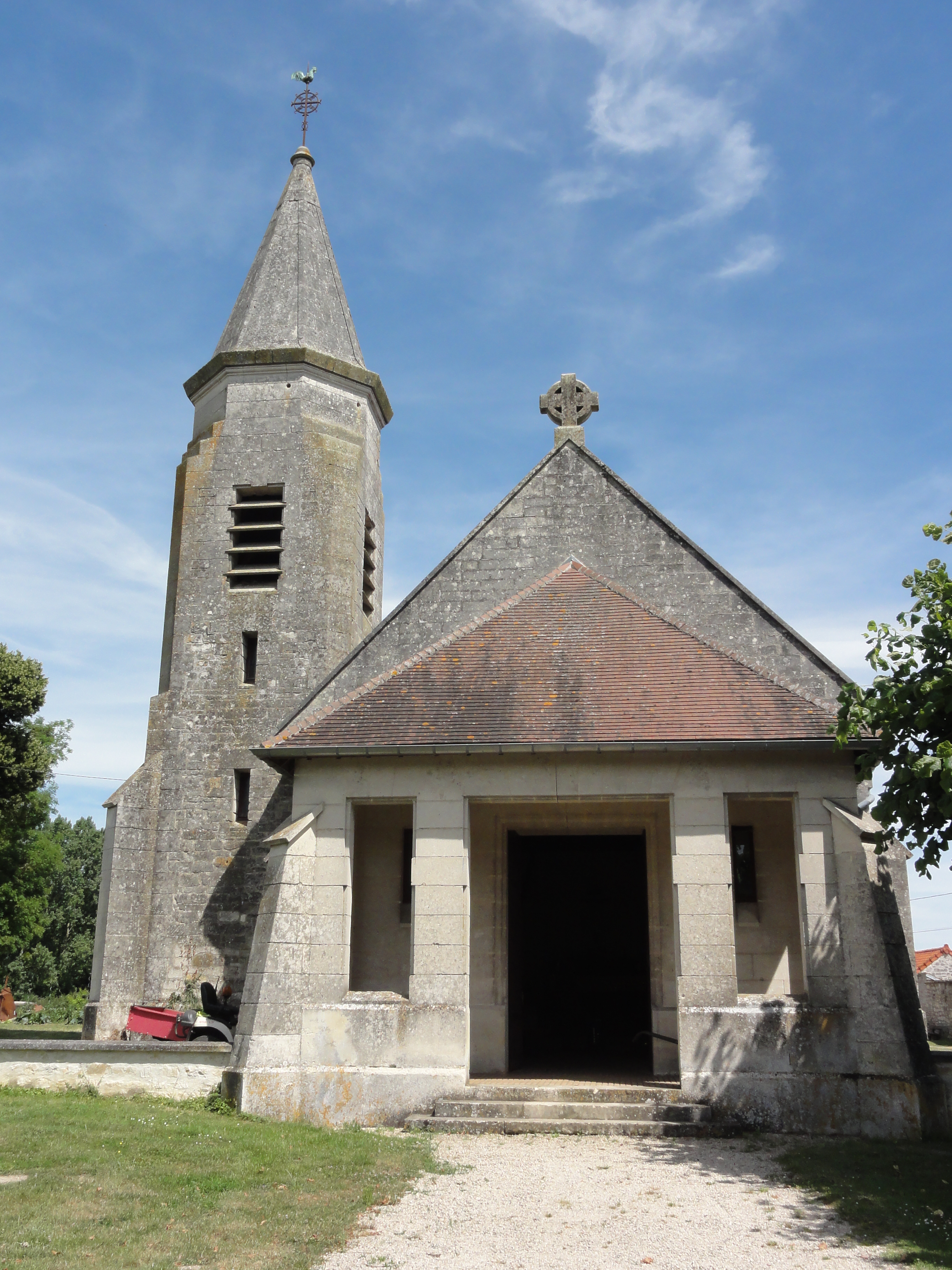
Kirche Saint-Nicolas in Colligis
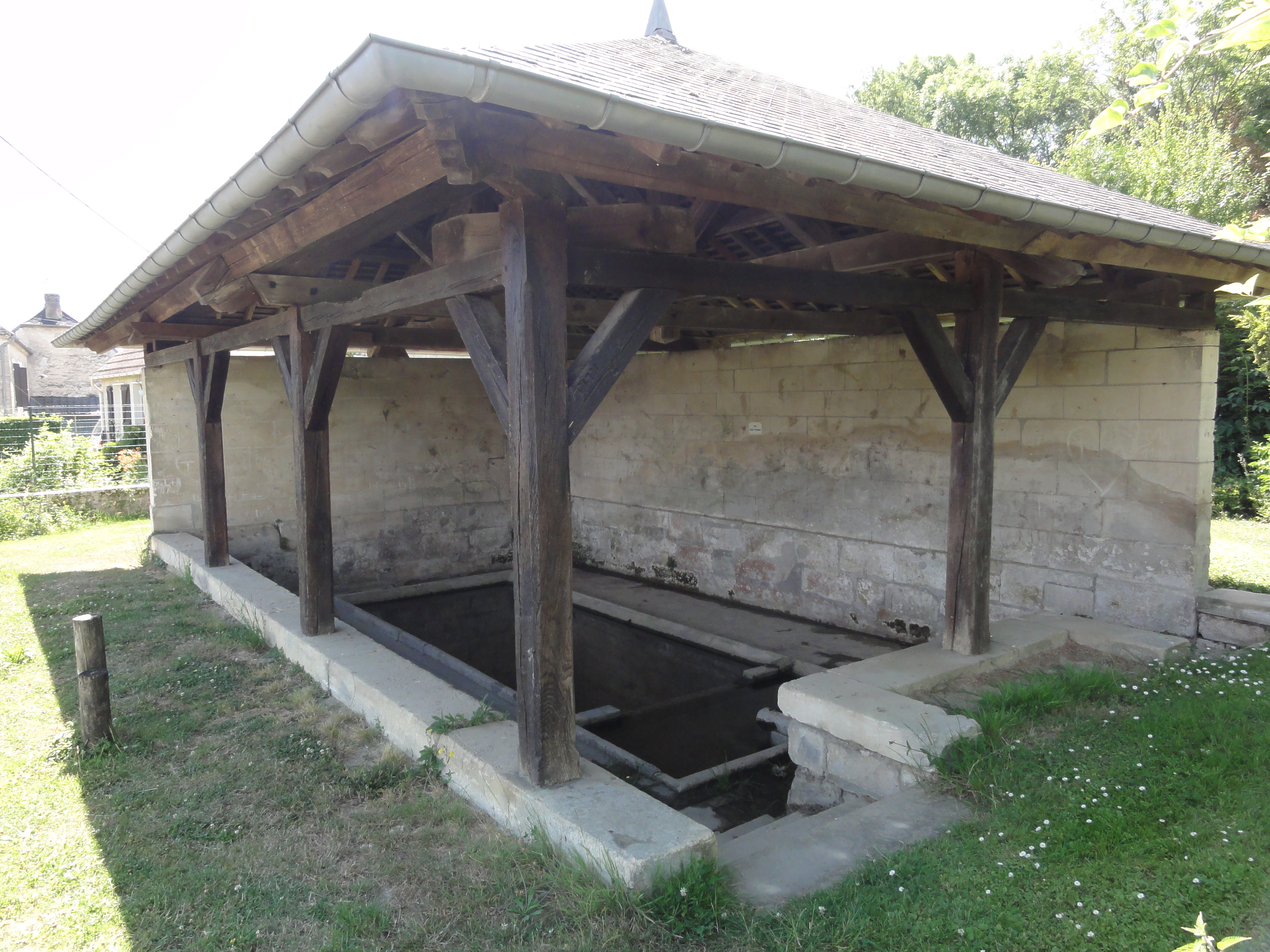
Lavoir in Colligis